# Laplatadelfin
Laplatadelfin (Pontoporia blainvillei) är en art i gruppen floddelfiner som förekommer i Sydamerika. Arten är ensam i släktet Pontoporia. Beroende på taxonomi listas den i familjen Iniidae eller som enda medlem i familjen Pontoporiidae.

## Kännetecken
Arten når en kroppslängd av 125 till 175 centimeter och en vikt av 20 till 61 kilogram. Delfinen har en gråaktig kroppsfärg med lite ljusare undersida. Hos ungar är kroppsfärgen brun. Som hos alla floddelfiner finns en tydlig avsats mellan nosen och övriga kroppen. Nosen är påfallande lång och lite böjd nedåt. Den upptar cirka 15 % av hela kroppslängden.
Arten har i motsats till amazondelfinen inga borstar vid nosen. Magsäcken består av en enda kammare och blindtarmen saknas. Hos Laplatadelfinen förekommer i varje käkhalva 48 till 61 tänder. Det största uppräknade antalet tänder var 242.
Blåshålet liknar i formen en skära vad som skiljer arten från alla andra tandvalar.

## Utbredning
Laplatadelfin räknas som floddelfin men den vistas vanligen i saltvatten eller bräckt vatten. Under sommaren lever den i mynningen av Río de la Plata och under vintern vandrar den längs Atlantens kustlinje. Arten simmar inte till flodernas sötvattenområden.

## Levnadssätt
Laplatadelfin livnär sig av fiskar, bläckfiskar och kräftdjur. Djuret hittar sin föda genom att gräva med nosen i bottensedimentet samt med hjälp av ekolokalisering. Varje individ lever ensam när honan inte är brunstig och undviker kontakt med artfränder. Laplatadelfinen dyker bara korta tider men vistas likaså bara korta tider med nosen över vattenytan. Arten är skygg och sällsynt. Varje år fastnar upp till 1 500 individer i fiskenät. De används sedan för lampolja och foder för grisar. Det befaras att populationer minskar betydlig på grund av dessa olyckor.
Arten simmar vanligen med en hastighet av 1,3 meter per sekund och den har en maximal hastighet av 1,8 meter per sekund. I genomsnitt stannar laplatadelfinen 22 sekunder under vattenytan och 1,2 sekunder vid vattenytan.
De flesta honor parar sig vartannat år mellan december och februari. De är cirka 10 månader dräktig och föder mellan september och december en enda unge. Ungen diar sin mor fram till nästa augusti eller september. Några honor kan para sig igen kort efter födelsen och sedan vilar embryon en tid. Vid födelsen har ungen en längd av 70 till 80 cm samt en vikt av 7,3 till 8,5 kg. Ungefär tre månader senare börjar den med fast föda. Könsmognaden infaller efter 2 till 3 år men först 1 till 2 år senare är individen tillräcklig stor för en framgångsrik parning. Det äldsta kända exemplaret levde 16 år.
Artens naturliga fiender är späckhuggare och vissa arter av hajar.

## Systematik
Artens position i systematiken är omstridd. Vissa zoologer betraktar gruppen floddelfiner som en blandning av delfiner med liknande egenskaper som uppkom genom konvergent evolution. Andra biologer hänvisar till molekylärgenetiska undersökningar som visade att laplatadelfinen är släkt med amazondelfinen och den asiatiska floddelfinen (som möjligtvis redan är utdöd). Enligt de nämnda studierna ska dessa tre arter sammanfattas i familjen Iniidae.